# Ottone II di Gheldria

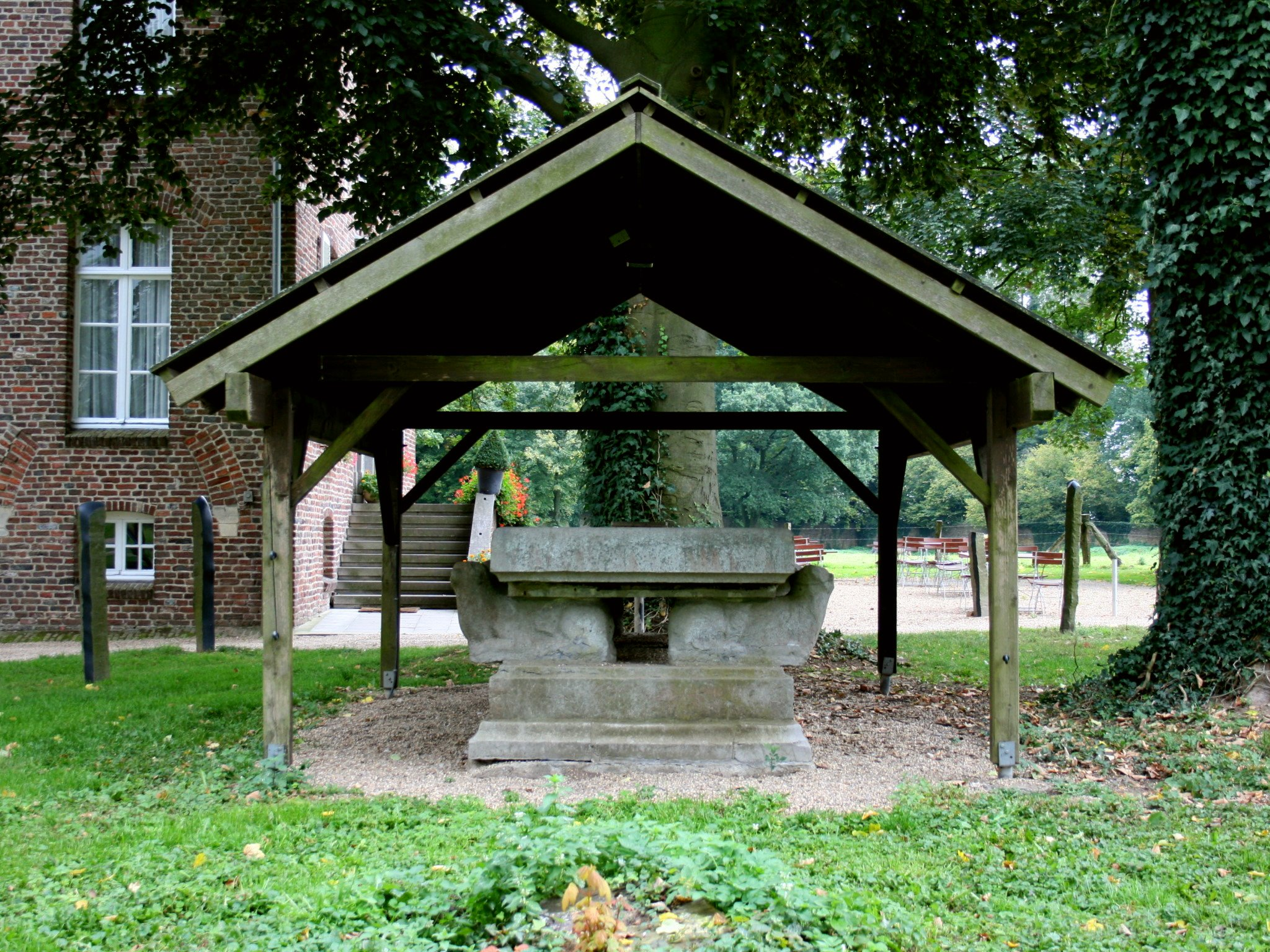
Tomba di Ottone II presso l'abbazia di Graefenthal

Ottone di Gheldria in francese: Otton II de Gueldre (1215 – 10 gennaio 1271) fu conte di Gheldria e conte di Zutphen, dal 1229 fino alla sua morte; fu anche conte reggente d'Olanda e di Zelanda, dal 1263 al 1266.

## Origine
Secondo il Kronijk van Arent toe Bocop, Ottone era il figlio maschio primogenito del conte di Gheldria e conte di Zutphen, Gerardo III e della moglie, che, come da contratto di matrimonio, documento n° 414, datato 1206, del Oorkondenboek der Graafschappen Gelre en Zutfen tot op den Slag ..., Volume 1 era Margherita di Brabante (ca. 1192-1231), che, secondo la Genealogia Ducum Brabantiæ Heredum Franciæ, era figlia del Duca della Bassa Lorena (Lotaringia), duca di Lovanio e duca di Brabante, Enrico I e della moglie, Matilde di Lorena, figlia del Conte consorte di Boulogne, Matteo di Lorena e della Contessa di Boulogne, Maria, come ci viene confermato sia dalla Flandria Generosa (Continuatio Bruxellensis), che dal Gisleberti Chronicon Hanoniense.
Ancora secondo il Kronijk van Arent toe Bocop, Gerardo III di Gheldria era il figlio maschio primogenito del conte di Gheldria e conte di Zutphen, Ottone I e della moglie, Riccarda di Baviera e di Riccarda di Baviera, che, ancora secondo il Kronijk van Arent toe Bocop, era figlia del conte di Jülich (graven docter van Gullick toe wiue, Richgerda), Ottone I di Baviera (Otto dictus de Schiren), come ci viene confermato dalla Genealogia Ottonis II Ducis Bavariæ et Agnetis Ducissæ, che divenne duca di Baviera e di Agnese di Looz, figlia di Luigi I conte di Looz e Agnese di Metz.

## Biografia
Secondo il Kronijk van Arent toe Bocop, suo padre, Gerardo fu in conflitto con Otto II di Lippe, vescovo-principe di Utrech, ma poi nella lotta contro Rudolf II di Coevorden, fu un suo alleato; infatti la Chronologia Johannes de Bek riporta che Gerardo III partecipò alla Battaglia di Ane, al seguito di Otto II di Lippe, vescovo-principe di Utrech, contro Rudolf II di Coevorden, appoggiato dai contadini del Drenthe, che ebbero la meglio sui cavalieri avversari che subirono molte perdite e Gerardo fu catturato e morì, in seguito, per le ferite riportate, mentre il vescovo, Otto, fu fatto prigioniero, torturato e ucciso; questa battaglia avvenne nell'estate del 1227.

Secondo il Kronijk van Arent toe Bocop, invece Gerardo prese parte alla battaglia di Zutphen, nel 1229, dove perse la vita, aggiungendo che fu sepolto a Roermond.
Ottone, secondo il Kronijk van Arent toe Bocop, succedette a Gerardo III come Ottone II, come ci viene confermato ancora dal Kronijk van Arent toe Bocop,.
Nel 1236, Ottone cambiò le sue insegne.
Nel 1250, secondo gli Acten betreffende Gelre en Zutphen, Ottone (domini Ottonis comitis Gelrensis) fece una donazione, assieme alla prima moglie, Margherita (domina Margreta comitissa Gelrensi), e alla sorella, Riccarda contessa di Jülich (domina Richarda comitissa Juliacensi).
Nel gennaio 1256, il Conte d'Olanda e re dei Romani o re di Germania, Guglielmo II, venne ucciso dai Frisoni. La morte di Guglielmo ci viene descritta anche dagli Annales Blandinienses. Il figlioletto, Fiorenzo succedette a suo padre, come Fiorenzo V conte d'Olanda, come conferma il capitolo n° 73a della Chronologia Johannes de Beke. Per la giovane età del bimbo la contea fu posta sotto la tutela dei suoi parenti più prossimi, prima, suo zio Fiorenzo de Voogt (1228 circa-26 marzo 1258) e dopo la sua morte, gli succedette la zia paterna Adelaide d'Olanda (1230 circa- 1284); contro questa reggenza si mobilitarono diversi nobili che non vedevano di buon occhio che la famiglia d'Avesnes comandasse in Olanda e, dopo qualche anno, si rivolsero al conte di Gheldria, Ottone II, che intervenne e decise di usare la forza per ottenere la custodia del bambino. Ottone catturò Dordrecht, costringendo Adelaide e Fiorenzo V a ritirarsi in Zelanda, ma dopo essere stata sconfitta in battaglia, il 22 gennaio 1263, Adelaide fu deposta da reggente e gli fu anche sottratta la sua eredità di vedova e i nobili a lei avversi scelsero come reggente di loro gradimento: Ottone II, che mantenne la carica fino al 1266, quando Fiorenzo venne giudicato in grado di prendere le redini del contado, il 10 luglio, solo un mese e mezzo dopo la morte della madre, Elisabetta, avvenuta il 27 maggio.
Nonostante qualche rapporto conflittuale coi vicini, secondo il Kronijk van Arent toe Bocop, Ottone fondò e/o accordò lo status di città a molte comunità, tra cui Ruremonde, Arnhem (1233),) e Wageningue, portando prosperità nella regione
Secondo il Kronijk van Arent toe Bocop, Ottone morì il 9 gennaio 1271 e fu inumato nell'abbazia di Graefenthal, Kleve (Renania Settentrionale-Vestfalia).
Gli succedette il figlio maschio, Reginaldo, come Reginaldo I.

## Matrimoni e discendenza
Sempre secondo il Kronijk van Arent toe Bocop, Ottone aveva sposato, in prime nozze, nel 1242, Margherita di Kleve († 1250), figlia dd  Teodorico IV, conte di Kleve, e  di Matilde di Dinslaken; il contratto di matrimonio era stato concordato a Kleve, l'11 novembre 1240, tra Teodorico V, padre di Margherita, e Ottone II, in presenza del Duca del Brabante e di Lorena, Enrico II. Secondo il Kronijk van Arent toe Bocop, Margherita morì nel 1250, senza aver dato figli maschi ad Ottone; comunque, prima di morire in quello stesso anno, Margherita (domina Margreta comitissa Gelrensi) sottoscrisse una donazione del marito.
Ottone da Matilde ebbe due figlie:
- Elisabetta († 1313), che sposò Adolfo(ca. 1240 – 1296), Conte di Berg, come ci conferma il documento n° 556 del Urkundenbuch für die Geschichte des Niederrheins, Volume 2[24];
- Margherita († prima del 1286), che sposò Enguerrand IV di Coucy († 1310), signore di Coucy, come ci conferma un estratto delle Preuves de l'Histoire généalogique des maisons de Guines, d'Ardres, de Gand, et de Coucy[25].

Dopo essere rimasto vedovo, Ottone secondo il Kronijk van Arent toe Bocop, si sposò, in seconde nozze, nel 1253, con Filippa di Dammartin († 1279), figlia di Simone di Dammartin
, conte d'Aumale e della moglie, Maria di Ponthieu, contessa del Ponthieu e di Montreuil.
Ottone da Filippa ebbe tre figli:
- Reginaldo (1255 † 1326), Conte di Gheldria e di Zutphen, e Duca di Limburgo[20];
- Filippa († 1294), che sposò Walerano II di Valkenbourg (1253 † 1302), come ci conferma il documento n° 674 del Urkundenbuch für die Geschichte des Niederrheins, Volume 2[28];
- Margherita († 1282/1287), che sposò Teodorico VI di Meissen (1256 † 1305), conte di Kleve, come ci conferma il documento n° 487 del Urkundenbuch für die Geschichte des Niederrheins, Volume 2[29].

### Fonti primarie
- (LA)  Monumenta Germaniae Historica, tomus XVII.
- (LA)  Monumenta Germaniae Historica, tomus XXIII.
- (LA)  Monumenta Germaniae Historica, Scriptores, tomus IX.
- (LA)  Monumenta Germaniae Historica, Scriptores, tomus V.
- (LA)  Monumenta Germaniae Historica, tomus XXV.
- (LA)  Monumenta Germaniae Historica, Scriptores, tomus XXI.
- (LA)  Urkundenbuch für die Geschichte des Niederrheins, Band II.
- (NL)  Kronijk van Arent toe Bocop.
- (LA)  Chronologia Johannes de Bek.
- (LA)  Acten betreffende Gelre en Zutphen.
- (LA)  Oorkondenboek der Graafschappen Gelre en Zutfen tot op den Slag, Volume 1.
- (LA)  Recueil de documents pour servir à l´histoire de Montreuil-sur-Mer 1000-1464, supplément au cartulaire municipale.

### Letteratura storiografica
- Austin Lane Poole, L'interregno in Germania, cap. IV, vol. V (Il trionfo del papato e lo sviluppo comunale) della Storia del Mondo Medievale, 1999, pp. 128–152.
- (LA)  (FR)  Histoire généalogique des maisons de Guines, d'Ardres, de Gand, et de Coucy.
- (FR)  (LA)  Trophées tant sacrés que profanes du duché de Brabant.